# Zinaspa todara
Zinaspa todara är en fjärilsart som beskrevs av Moore 1883. Zinaspa todara ingår i släktet Zinaspa och familjen juvelvingar. Inga underarter finns listade i Catalogue of Life.